# Ойратское ханство
Ойратское ханство, Дурбэн-Ойрат (калм. Дөрвн өөрд улс — Государство Четырёх Ойратов; монг. Дөрвөн Ойрад — Четыре Ойрата) — союз (конфедерация) ойратских кочевых этнополитических объединений, предшествовавших созданию в 1635 году Джунгарского ханства. Было образовано после узурпации верховной власти ойратами в Северной Юань на территории современных Синьцзяна, России, Казахстана и Западной Монголии.

## Этимология
В переводе с монгольского языка «дурбэн», «дөрвөн» означает «четыре».
Существует три основные версии определения понятия «Дурбэн-Ойрат»:
1) четыре союзных племени;
2) союз дурбэнов и ойратов;
3) четыре ойратских тумэна (военные и вероятно административные единицы).
В литературе встречаются следующие наименования: dörben oyirad, дурбэн, дурбэн тумэн и дурбэн тумэн ойрат.

## История

### Образование конфедерации
Возвышение ойратов началось после 1368 года, когда пал Улус Великого (монгольского) Хана — Империя Юань.
В 1388 году Есудэр разбил в бою монгольского хана Усхал-хана, который погиб вместе со своим старшим сыном. При поддержке ойратских тайшей Есудэр занял ханский престол под именем Дзоригту-хана. В 1392 году в Монголию вторглась огромная китайская армия. После смерти Дзоригту-хана потомок Чагатая Гунашири основал в Хами собственное небольшое государство Хара-Дэл. На монгольский ханский трон же был посажен брат Дзоригту-хана Элбэг.
В 1399 году ойратские тайши, Угэчи Хашигу и Батула (Махаму), убили монгольского хана Элбэга. Тайши провозгласили себя соправителями, ханами Ойратского союза и Монголии. В 1402 году Угэчи Хашигу (Оруг Тэмур-хан) упразднил титул юаньского хана. В 1407 году подчинил своей власти княжество Хами. В 1403 году Пуньяшри (Олдзей Тэмур-хан) провозгласил себя ханом Монгольской империи в Бешбалыке и продолжил борьбу против ойратских племён. В 1408 году Олдзей Тэмур-хан был возведён на монгольский ханский престол восточномонгольским тайшей Аргутаем, после убийства Оруг Тэмур-хана. Под знаменем Олдзей-Тэмура солидаризировалось большинство монгольских нойонов, был восстановлен титул юаньского хана. В период правления в Китае Юнлэ империя Мин пыталась подавлять любых сколько-нибудь сильных ханов, провоцируя дальнейшую эскалацию ойрато-монгольского конфликта. В 1409 году Олдзей Тэмур-хан и Аргутай разбили минскую армию, и Юнлэ направил войска против них. В столкновении на Керулене погиб Олдзей-Тэмур, и ойраты под предводительством Махаму в 1412 году возвели на ханский престол ариг-бугида Дэлбэга. Как только ойраты добились власти, китайцы лишили их поддержки. После 1417 года инициативу вновь перехватил Аргутай, и вновь Юнлэ в 1422—1423 годах отправил на него войска. Наследник Махаму, Тогон-тайши, вытеснил Аргутая в 1423 году за Большой Хинганский хребет. В следующем году ойраты убили его на западе от Баотоу. Союзник Аргутая Адай-хан (прав. 1425—1438) обосновался в Эджене, но вскоре и он был уничтожен ойратами.

### Расцвет

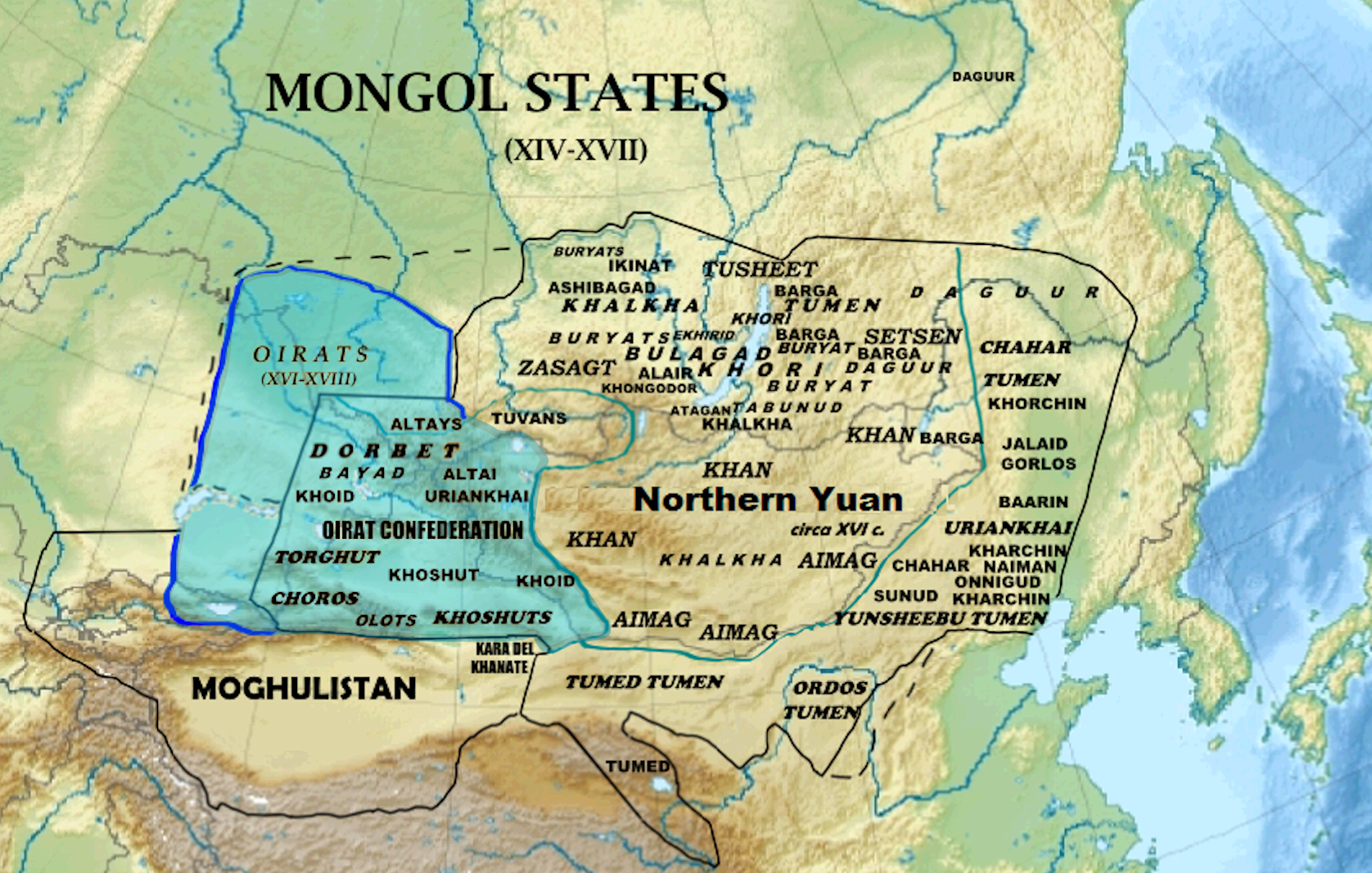
Монгольские государства в XIV-XVII веках: Северная Юань (Монгольский каганат), Ойратское ханство и Могулистан

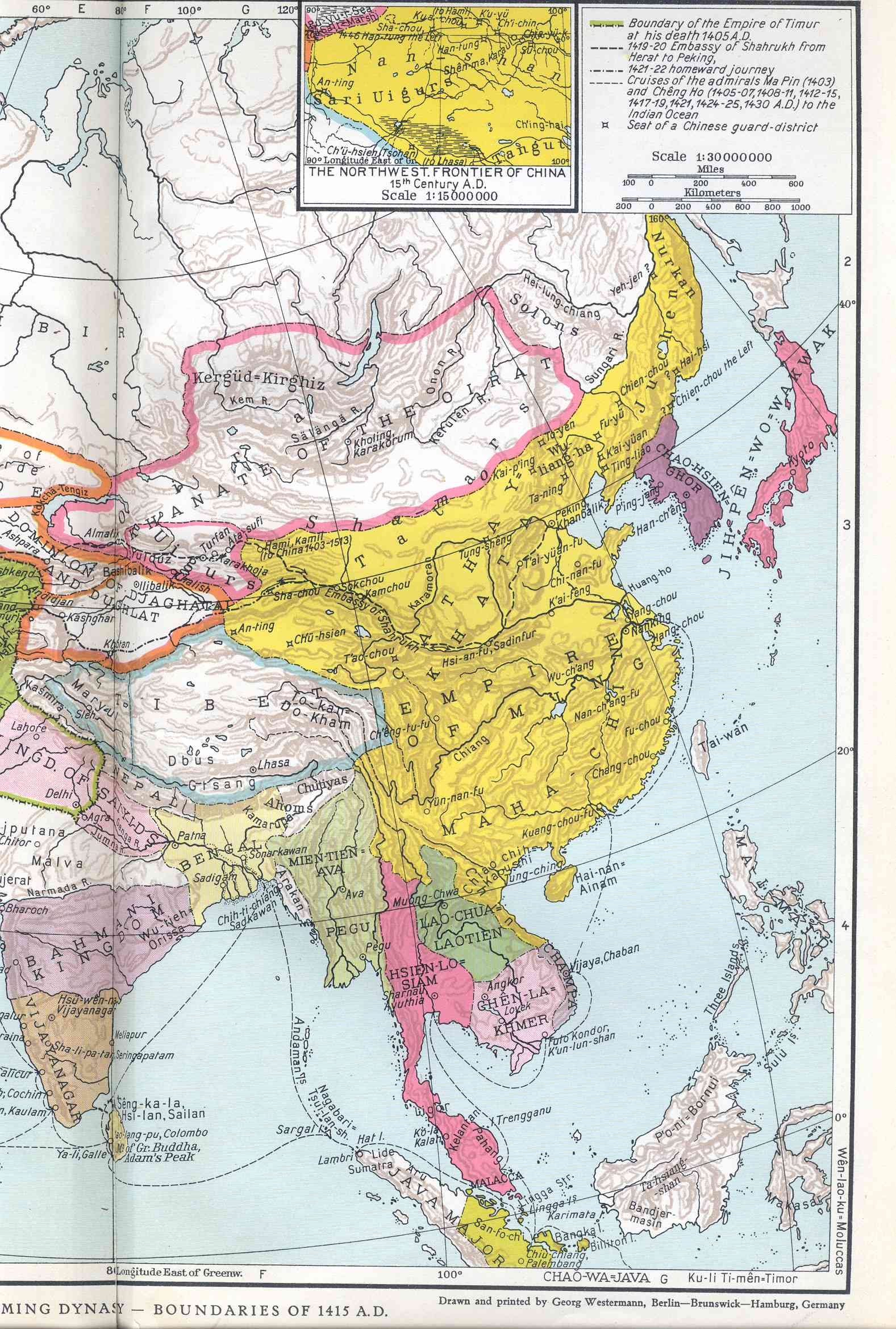
Ойратское ханство и империя Мин в 1415 году

Тогон умер в год победы над Адаем, а его сын Эсэн-тайши (прав. 1439—1454) привёл ойратов к вершине могущества. Правя от имени марионеточных ханов-чингизидов, за годы своего правления он объединил всю Монголию (как Внутреннюю так и Внешнюю). Он оттеснил правителей Могулистана, разбил «Три стражи», Хара-Дэл и чжурчжэней. Он так же не боялся накалять отношения с соседним Китаем по поводу торговых отношений. Обоюдное обострение событий привело к ойрато-китайской войне в 1449 году, когда Эсэн-тайши вознамерился завоевать Китай и воссоздать монгольскую Юаньскую империю образца времён Хубилай-хана.
Летом 1449 года двадцатитысячная монголо-ойратская армия под командованием ойратского (калмыцкого) Эсэн-тайши вторглась на территорию Китая и, разделившись на три группы, двинулась по направлению к Пекину. 4 августа огромная китайская армия династии Мин выступила в поход под командованием императора Чжу Цичжэня. Главный евнух (министерства) Ведомства ритуалов Ван Чжэнь, ставший фактически вторым лицом после императора, уговорил молодого монарха совершить победный марш-бросок на север и разгромить ойратского Эсэна на территории Монголии. Самонадеянность огромного китайского войска и китайского императора, добивавшегося воплощения этой идеи, стала очевидной очень скоро.
Генеральное сражение произошло 1 сентября 1449 года в местности Туму, к юго-западу от горы Хуайлай в современной провинции Хубэй. Встретив огромную китайскую армию, намного превосходившую по численности ойратское войско, ойраты нанесли ей сокрушительное поражение. Многие высшие сановники империи погибли на поле боя, в ожесточённой рубке, в том числе и Ван Чжэнь. Император и многие придворные попали в плен к ойратам. Это означало коллапс всей системы китайских северных пограничных застав.
Эсэн полагал, что пленный император — это весомая карта, и прекратил военные действия, вернувшись в ойратские кочевья. Обороной Пекина же занялся энергичный китайский полководец Юй Цянь, который возвёл на престол нового императора, младшего брата Чжу Цичжэня — Чжу Циюя. Последовав советам придворных китайских министров-евнухов и отклонив предложения Эсэна о выкупе императора, Юй заявил, что страна важнее жизни императора. Эсэн, так и не добившись выкупа от китайцев, спустя четыре года по совету своей жены отпустил императора, с которым расставался уже как с другом.
Эсэн с отцом правили как тайши ханов-чингизидов, однако после казни мятежного Тайсун-хана и его брата Агбарджинa в 1453 году Эсэн узурпировал титул хана, но вскоре был низвергнут своим же чинсаном Алагом. Его смерть привела к упадку ойратского влияния, которое восстановилось лишь к началу XVII века.

### Распад

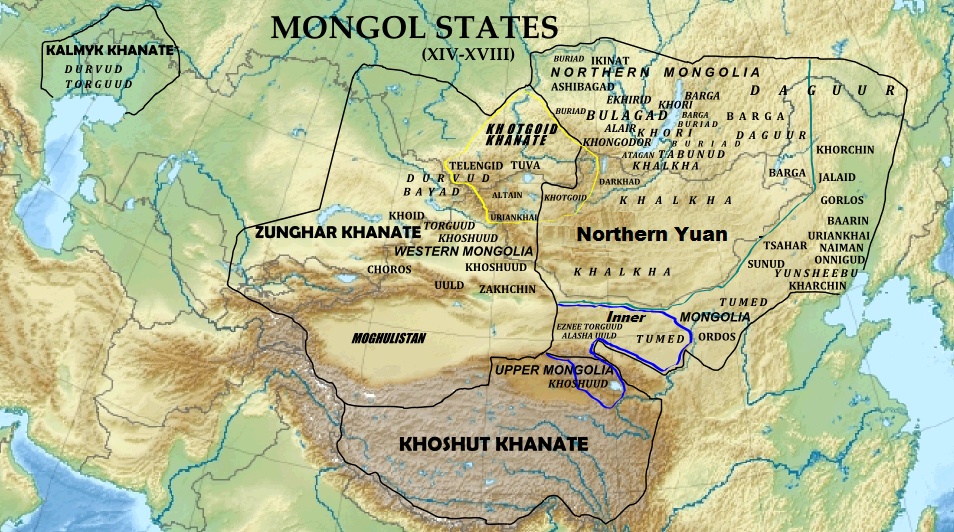
Монгольские государства в XVII веке: Монгольский каганат, Джунгарское ханство, Хошутское ханство, Хотогойтское ханство и Калмыцкое ханство

В конце XVI — начале XVII веков проживающие в Джунгарии и соседних регионах племена западных монголов (ойратов) разделились:
Одна часть (преимущественно хошуты) откочевала в район озера Кукунор и в Тибет, где создала Хошутское ханство. Другая (преимущественно: дербеты, чоросы, хойты, олёты) оставшись на месте, составила основное население Джунгарского ханства. А третья (преимущественно торгуты) переместилась в пределы Русского царства в Прикаспийскую низменность, где разгромив Ногайскую Орду образовали Калмыцкое ханство.
Несмотря на свою географическую отдалённость, ойраты поддерживали прочные связи друг с другом (заключались династические браки, устраивались общие съезды, касаемо политической и общественной жизни ойратского народа) ойраты оставались влиятельными игроками в политике Центральной Азии до 1771 года.

## Тайши и ханы родаЧороси племениХошут
Родословная чоросских князей, по Н. Я. Бичурину: Бохань → Улиньтай Бадай Тайши → Гохай Дае → Урлук Ноинь → Батулин Цинсын → Эсень.
Родословная омока чорос, по Н. В. Екееву: Бохань (Био-хан, Бёгю-хан, Буку-хан) → Улинтай-Бадан-тайши → Хутхай-тафу (Гоухай-дают, Гохай-дае, Хоохой-таяу, Хутхай дайю) → Батула-чинсан (Махаму, Махмуд) → Тогон-тайши → Эсен-тайши → Юштёмёр (Юштюмюй, Ештеме, Эстуми) → Боронагул (Боро-нахыл).
Сыновья Эсэн-тайши:
- Боро-Нахал, правитель дербетов[8].
- Эсмет Дархан Нойон, предок джунгарских князей[10], также известный как Амасанджи (Аш-Тимур)[11] → Ибрахим и Ильяс[10].

Сыновья Эсэн-тайши, по Н. В. Екееву:
- Хорхудан[12] (Хоэрхуда), отождествляется с Араган-тайша[13].
- Юштёмёр (Уч-Тэмур, Юштюмюй, Ештеме, Эстуми).

Сыновья Юштёмёра (или Эсмет-дархана), по Н. В. Екееву:
- Хишиг-Ерлёг → Архан-чинзан → Онгоча (Онгочу, Онгоцо) → Болот-тайши (Болох, Булат, Була, Абидай-Була) → Хара-Хула (Гумэчи) → Эрдэнэ Баатур → Сэнгэ, Галдан Бошокту, Бюм.
- Бюрэн-айалгу.
- Хамаг-тайши.
- Боронагул (Боро-Нахыл).

Сын Галдан Бошокту — Себтин-Балчжур.
Потомки Сэнгэ: Цэвэн-Равдан → Галдан-Цэрэн → Лама-Даржа.
Потомки Бюма: Церен-Дондуп → Намджил-Даши → Давачи, последний джунгарский хан → Лубджа.
Сыновья Абидай-Була:
- Хара-Хула.
- Чулуйга.

### «Пятеро тигров»
Сыновья хошутского тайши Хан-Нойон Хонгора и его жены Ахай-хатун известны в ойратской истории как «пятеро тигров»: Байбагас-Батур, Кундулен-Убуши, Туру-Байху (Гуши-Номун-хан), Засакту-Чинг-Батур и Буян-Хатун-Батур.
Хан-Нойон Хонгор — сын Бобой-Мирца (Буувэй Мирза), сына Кyн-Тyгyди, сына Oрoк-Тoмoра, сына Аксагулдай-нойона, сына Саба-Ширма, сына Бурхан-Санджи, сына Кей-Кеймектy, сына Адашир-Галзучин-тайджи, сына Энгке-Сyмера, сына Хабуту-Хасара, т. е. потомок Чингисова брата Хасара.
Всего у Хан-Нойон Хонгора было восемь сыновей: Буйбугус-Батур (Байбагас), Томоди-Кундуленг (Тавади), Дургечи-Убаши (Дюргэчи Кундулэн-Убаши), Номиин-Хан-Гуши, Засакту-Чинг-Батур, Буян-Хатун-Батур, Хамигабекту и Хайнак-Тушиету.

## Примечание
1. ↑  Очир А. Монгольские этнонимы: вопросы происхождения и этнического состава монгольских народов / д.и.н. Э. П. Бакаева, д.и.н. К. В. Орлова. — Элиста: КИГИ РАН, 2016. — 286 с. — ISBN 978-5-903833-93-1.
2. 1 2 3  Хойт С. К. Этническая история ойратских групп Архивная копия от 30 мая 2019 на Wayback Machine. — Элиста, 2015. — 199 с.
3. ↑  Банзаров Д. Об ойратах и уйгурах // Собрание сочинений. — М.: Изд-во АН СССР, 1955. — С. 180—186.
4. ↑  David O Morgan. The Mongols in Iran, 1219–1256 // The Coming of the Mongols. — 2018. — doi:10.5040/9781350988569.ch-003.
5. ↑  Romeyn Taylor, Ph. de Heer. The Care-Taker Emperor: Aspects of the Imperial Institution in Fifteenth-Century China as Reflected in the Political History of the Reign of Chu Ch 'i-yü // Journal of the American Oriental Society. — 1987-10. — Т. 107, вып. 4. — С. 822. — ISSN 0003-0279. — doi:10.2307/603353.
6. ↑  С. П. Этвуд. Энциклопедия Монголии и Монгольской империи. // Journal of International Studies. — 2015-01-05. — Вып. 1. — С. 421. — ISSN 2312-4512. — doi:10.5564/jis.v0i1.379.
7. ↑  Бичурин Н. Я. Историческое обозрение ойратов или калмыков с XV столетия до настоящего времени. — 2-е изд. — Элиста: Калм. кн. изд-во, 1991. — 128 с.
8. 1 2 3  Хойт С. К. Белые пятна в этногенезе дэрбэт // Молодежь и наука: третье тысячелетие. Материалы II республиканской научно-практической конференции // Джангар. — Элиста, 2006. — С. 104—122. Архивировано 21 февраля 2019 года.
9. ↑  Екеев Н. В. Чоросы — ойротские князья // Материалы к 50-летию института алтаистики им. С. С. Суразакова (института гуманитарных исследований Республики Алтай). — № 10. — Горно-Алтайск. 2003.
10. 1 2  Китинов Б. У. "Ойраты-огеледы. . . пересекли реку Манкан": этно-религиозная ситуация у ойратов в середине XV — начале XVI вв // Вестник Российского университета дружбы народов. Серия: Всеобщая история. — 2017. — Т. 9, вып. 4. — С. 370—382. — ISSN 2312-8127. Архивировано 23 июня 2019 года.
11. ↑  Китинов Б. У. К вопросу о роли религии в этнической истории ойратов // Oriental Studies. — 2018. — Вып. 1 (35). — С. 13—21. — ISSN 2619-0990. Архивировано 23 июня 2019 года.
12. 1 2 3  Екеев Н. В. К проблеме этнической истории ойротов-чоросов // Мир Евразии. Науч. журнал / Горно-Алт. гос. ун-т; гл. ред. Н. С. Модоров. — Горно-Алтайск, 2008. — № 2. — С. 37—41.
13. ↑  Ямаева Е. Э. «А в соединение с торгоуцким народом кочевать желания не имеем» // Сибирский педагогический журнал. — 2006. — Вып. 3. — С. 187—192. — ISSN 1813-4718. Архивировано 23 июня 2019 года.
14. ↑  Митиров А. Г. Ойраты-калмыки: века и поколения. — Калмыцкое книжное изд-во, 1998. — С. 95. — 382 с.
15. ↑  Dawadji — ou Dawaachi (Tchoros) d. 1759 — Родовид. sr.rodovid.org. Дата обращения: 23 июня 2019. Архивировано 23 июня 2019 года.
16. ↑  Чулуйга-тайша Чорос — Родовид. sr.rodovid.org. Дата обращения: 23 июня 2019. Архивировано 23 июня 2019 года.
17. ↑  Ойратская историческая песнь о разгроме халхасского Шолой-Убаши хунтайджи в 1587 году. Восточная Литература. www.vostlit.info. Дата обращения: 23 июня 2019. Архивировано 20 июня 2019 года.
18. 1 2  Бадмаев А. В. Калмыцкие историко-литературные памятники в русском переводе. — 1969. — С. 22. — 202 с. Архивировано 10 ноября 2021 года.
19. ↑  Санчиров В. П. На пути к Волге: ойратские этнополитические объединения в 20—30-х гг. XVII в. // Вестник Калмыцкого института гуманитарных исследований РАН. — 2008. — № 2. — С. 2—23.
20. ↑  Хан-Нойон Хонгор Борджигин — Родовод. ru.rodovid.org. Дата обращения: 24 июня 2019. Архивировано 24 июня 2019 года.